# Filmografia lui Kylie Minogue

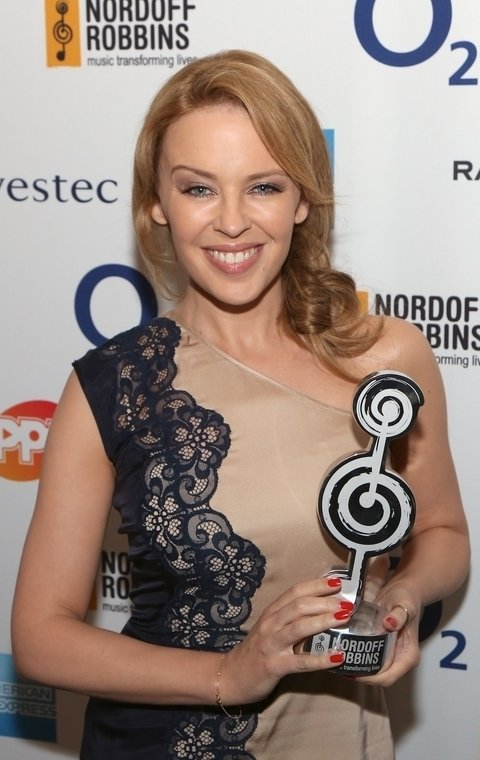
Kylie Minogue la Silver Clef Awards 2012

Aceasta este lista rolurilor de film și televiziune, precum și de jocuri video în care apare cântăreața și actrița australiană Kylie Minogue.

## Filme
| An   | Titlu                | Rol                | Note                          |
| ---- | -------------------- | ------------------ | ----------------------------- |
| 1989 | The Delinquents      | Lola Lovell        | Bazat pe romanul Deirdre Cash |
| 1994 | Street Fighter       | Cammy              |                               |
| 1995 | Hayride to Hell      | The Girl           | Film de scurt-metraj          |
| 1996 | Misfit               |                    | Film de scurt-metraj          |
| 1996 | Bio-Dome             | Dr. Petra von Kant |                               |
| 1997 | Diana & Me           | Rolul său          |                               |
| 2000 | Cut                  | Hilary Jacobs      | Cameo                         |
| 2000 | Sample People        | Jess               |                               |
| 2001 | Moulin Rouge!        | The Green Fairy    | Cameo                         |
| 2005 | The Magic Roundabout | Florence (voce)    | Aka Doogal                    |
| 2007 | White Diamond        | Rolul său          |                               |
| 2009 | Blue                 | Rolul său          |                               |
| 2009 | Go Bananas!          | Rolul său          |                               |
| 2012 | Holy Motors          | Eva / Jean         |                               |
| 2012 | Jack and Diane       | Tara               |                               |
| 2014 | 20,000 Days on Earth | Rolul său          |                               |
| 2014 | Sleepwalker          | Muse               |                               |
| 2015 | San Andreas          | Susan              |                               |

## Televiziune
| An        | Titlu                              | Rol                                   | Note                                                   |
| --------- | ---------------------------------- | ------------------------------------- | ------------------------------------------------------ |
| 1979      | The Sullivans                      | Carla#1                               |                                                        |
| 1980      | Skyways                            | Robin                                 |                                                        |
| 1985      | The Henderson Kids                 | Charlotte "Char" Kernow               |                                                        |
| 1985      | The Zoo Family                     | Yvonne                                | Episodul "Yvonne the Terrible"                         |
| 1986      | Fame And Misfortune                | Samantha Collins                      |                                                        |
| 1986–1988 | Neighbours                         | Charlene Robinson                     |                                                        |
| 1989      | The Comedy Company                 | Rebecca                               |                                                        |
| 1994      | The Vicar of Dibley                | Rolul său                             | Episodul "Community Spirit"                            |
| 1997      | Men Behaving Badly                 | Rolul său                             |                                                        |
| 2002      | Saturday Night Live                | Rolul său                             |                                                        |
| 2004      | Kath & Kim                         | Grown-up Epponnee-Rae Craig/rolul său | Episodul "99% Fat Free"                                |
| 2007      | Doctor Who                         | Astrid Peth                           | Episodul "Voyage of the Damned"                        |
| 2007      | The Kylie Show                     | Rolul său                             |                                                        |
| 2009      | The X Factor                       | Ea însăși ca jurat invitat            |                                                        |
| 2009      | Horne & Corden                     | Rolul său                             |                                                        |
| 2010      | My Year as Aphrodite               | Rolul său                             |                                                        |
| 2012      | Project Runway: All Stars          | Ea însăși ca jurat invitat            |                                                        |
| 2013      | Playhouse Presents                 | Bibbi                                 | Episodul "Hey Diddly Dee"                              |
| 2013      | The X Factor Australia             | jurat asistent                        |                                                        |
| 2013      | Styled to Rock                     | Ea însăși ca jurat invitat            |                                                        |
| 2014      | The Voice UK                       | Ea însăși ca antrenoare               |                                                        |
| 2014      | The Voice Australia                | Ea însăși ca antrenoare               |                                                        |
| 2014      | Asdf Movie                         | Waitress                              | Serial web                                             |
| 2015      | Neighbours 30th: The Stars Reunite | Rolul său                             |                                                        |
| 2015      | Young & Hungry                     | Shauna                                | Episoadele: "Young & Moving" și "Young & Ferris Wheel" |
| 2016      | Galaxy World of Alisa              | Minister of Canticle                  | dublaj în engleză americană                            |

## Jocuri video
| An   | Titlu                     | Rol       |
| ---- | ------------------------- | --------- |
| 1995 | Street Fighter: The Movie | Cammy     |
| 1995 | Street Fighter: The Movie | Cammy     |
| 2012 | Kylie Sing and Dance      | Rolul său |

## Premii și nominalizări
| An   | Premiu           | Categorie               | Lucrare       | Rezultat     |
| ---- | ---------------- | ----------------------- | ------------- | ------------ |
| 1987 | Logie Awards     | Most Popular New Talent | Neighbours    | Nominalizare |
| 1987 | Logie Awards     | Most Popular Actress    | Neighbours    | Câștigat     |
| 1988 | Logie Awards     | Most Popular Actress    | Neighbours    | Câștigat     |
| 1988 | Logie Awards     | Gold Logie              | Neighbours    | Câștigat     |
| 2002 | MTV Movie Awards | Best Cameo              | Moulin Rouge! | Nominalizare |